# ANSYS
ANSYS, almindeligt brugt navn for programmerne ANSYS Mechanical og ANSYS Multiphysics, første program udviklet i 1970, er et multifysisk IT-værktøj, som er i stand til at simulere, hvordan produkter vil reagere under produktion og i anvendelse.

## Eksterne henvisning
- ANSYS hjemmeside (engelsk) Arkiveret 14. marts 2020 hos  Wayback Machine